# Retocomus murinus
Retocomus murinus är en skalbaggsart som först beskrevs av Samuel Stehman Haldeman 1843.  Retocomus murinus ingår i släktet Retocomus och familjen kvickbaggar. Inga underarter finns listade i Catalogue of Life.